# Peg Woffington (film fra 1912)
Peg Woffington er en britisk stumfilm fra 1912 af A. E. Coleby.